# Selene brevoortii
 Selene brevoortii és una espècie de peix de la família dels caràngids i de l'ordre dels perciformes.

## Morfologia
Els mascles poden assolir els 38 cm de longitud total.

## Distribució geogràfica
Es troba des del sud de la Baixa Califòrnia (Mèxic) fins a l'Equador.